# Owen Roe O'Neill
Pour les articles homonymes, voir O'Neill.
Eoghan Rua Ó Néill, anglicisé en Owen Roe O'Neill (Owen le Rouge), (comté d'Armagh vers 1590 – 6 novembre 1649), est un militaire irlandais, un des plus célèbres représentants de la famille O'Neill d'Ulster de l'époque.

## Au service des Espagnols
Il était le fils d'Art MacBaron O'Neill, frère plus jeune de Hugh O'Neill, 2e comte de Tyrone (O'Neill le Grand). Encore jeune homme, il quitta l'Irlande lors de la fuite des comtes pour échapper à la conquête anglaise de son Ulster natal. Il grandit aux Pays-Bas espagnols, et servit pendant près de 40 ans dans le régiment irlandais de l'armée espagnole. Il combattit la plupart du temps dans la guerre de Quatre-Vingts Ans contre les Provinces-Unies en Flandre, notamment en 1640 au siège d'Arras, où il commandait la garnison espagnole. O'Neill, comme beaucoup d'officiers irlandais gaéliques au service des Espagnols, était très hostile à la présence anglaise protestante en Irlande. En 1627, il participa à une pétition à l'adresse de la monarchie espagnole, demandant d'utiliser les régiments irlandais d'Espagne pour envahir l'Irlande. O'Neill proposait que l'Irlande fût érigée en République sous la protection espagnole, afin d'éviter des luttes intestines entre les familles capables de donner un prince ou un roi à l'Irlande. Ce projet n'aboutit pas, mais O'Neill retourna cependant en Irlande en 1642 avec 300 vétérans pour aider à la Rébellion de 1641.

## Retour en Irlande
La guerre, qui découla de cette rébellion, est connue sous le nom de guerres confédérées irlandaises, et fait partie des Guerres des Trois Royaumes, guerres civiles qui se déroulèrent en Grande-Bretagne et en Irlande. À cause de son expérience militaire, O'Neill fut reconnu à son retour en Irlande, à Doe Castle dans le comté de Donegal à la fin juillet 1642, comme le principal représentant des O'Neill, et le chef de l'Ulster irlandais. Felim O'Neill abandonna le commandement de la rébellion irlandaise du Nord en sa faveur, et il l'escorta de Lough Swilly à Charlemont (en).
Mais la jalousie entre parents se compliquait encore par les différences existant entre Owen Roe et la Confédération qui se réunit à Kilkenny en 1642. Owen Roe déclarait agir dans l'intérêt du roi, alors que son but véritable était une Irlande indépendante et catholique, tandis que les « Vieux Anglais » catholiques, représentés au Conseil Suprême, désiraient obtenir la liberté religieuse et une constitution irlandaise sous le règne de la Couronne d'Angleterre. O'Neill voulait, plus concrètement, éliminer les Plantations et recouvrer les terres ancestrales de son clan. De plus, il était mécontent que la majorité des ressources militaires de la Confédération fût attribuée à l'armée du Leinster de Thomas Preston. Preston était lui-même un vétéran de l'armée espagnole, et lui et O'Neill se détestaient mutuellement.
Bien qu'Owen Roe O'Neill fût un général compétent, il fut débordé en nombre par l'armée Covenanter écossaise, qui débarqua en Ulster en 1642. À la suite d'un revers à Clones, il dut abandonner le centre de l'Ulster et fut suivi par des milliers de réfugiés fuyant les représailles des soldats écossais pour le massacre des Protestants lors de la rébellion de 1641. O'Neill se plaignit que la dévastation de l'Ulster fût telle que la région ne ressemblait « pas seulement à un désert, mais à l'enfer si tant est que l'enfer puisse exister sur Terre ». O'Neill fit de son mieux pour arrêter le massacre des civils protestants, ce qui lui valut la gratitude de nombre d'entre eux. De 1642 à 1646, la situation militaire se figea en Ulster, et O'Neill en profita pour entraîner et discipliner son armée. Pourtant les troupes, pauvrement ravitaillées, gagnèrent une très mauvaise réputation en pillant et en volant les civils amis autour de ses casernements, dans le Nord du Leinster et le sud de l'Ulster.
En 1646, O'Neill, approvisionné avec le matériel apporté par Giovanni Battista Rinuccini, attaqua l'armée écossaise des Covenanters, commandée par Robert Monro, arrivé en avril 1642. Le 5 juin 1646, il mit totalement en déroute Monro à la bataille de Benburb sur la rivière Blackwater, tuant ou capturant près de 3 000 Écossais. Pourtant, après avoir été convoqué à Kilkenny par Rinuccini, qui avait besoin de son soutien, il négligea de tirer avantage de sa victoire, et permit à Munro de se retrancher sans encombre à Carrickfergus.

## Factions et désillusion
En mars 1646, un traité fut signé entre Ormonde et les Catholiques. Ce traité aurait engagé ces derniers à envoyer des troupes en Angleterre pour participer à la guerre civile anglaise aux côtés des Royalistes. Les termes de ce traité furent cependant rejetés par une majorité de militaires irlandais catholiques, ainsi que par le clergé et le nonce, Rinuccini. O'Neill mena son armée d'Ulster, avec celle du Leinster de Preston, dans une tentative manquée pour prendre Dublin à Ormonde. Les armées confédérées irlandaises se trouvèrent alors engagées, l'année suivante, dans une série de lourdes défaites militaires face aux armées parlementaires, aux batailles de Dungan's Hill et de bataille de Knocknanuss, ce qui modéra leurs exigences et mena à un nouveau traité de paix avec les Royalistes. Cette fois, O'Neill fut le seul des généraux irlandais à rejeter cet accord, et se retrouva isolé après le départ d'Irlande du nonce apostolique, Giovanni Battista Rinuccini, en février 1649.
Il se trouva si exclu par les termes du traité de paix signé avec Ormonde, qu'il refusa de se joindre à la coalition Catholiques/Royalistes, et, en 1648, son armée d'Ulster se battit avec les autres armées catholiques. Il fit des propositions d'alliance à George Monck, qui commandait les parlementaires dans le nord, afin d'obtenir des subsistances pour ses troupes, et à un moment donné même, il tenta de conclure un accord séparé avec le Parlement anglais contre les royalistes. Ne pouvant obtenir ainsi de meilleures conditions, il se retourna vers Ormonde et les confédérés, avec lesquels il s'apprêtait à coopérer de façon plus sérieuse, quand l'arrivée de Cromwell en Irlande en août 1649 mit les catholiques face à une dangereuse situation.

## Mort et héritage

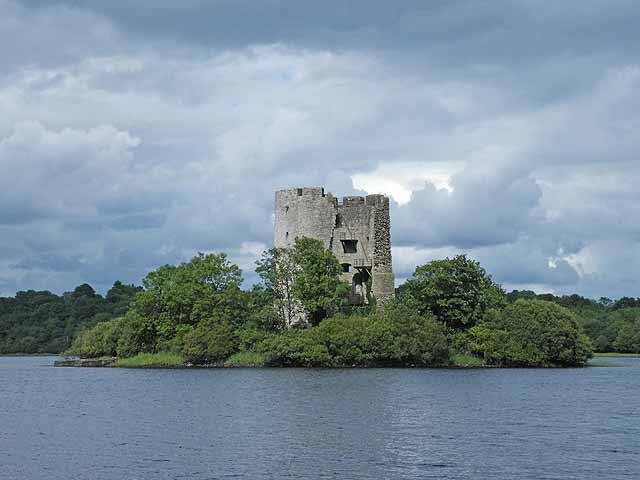
Le château de Clogh Oughter est situé sur une île du Lough Oughter, dans le comté de Cavan, en Irlande.

Pourtant, avant même que cette nouvelle situation évoluât, Owen Roe mourut le 6 novembre 1649. La tradition irlandaise voulait qu'il ait été empoisonné par les Anglais, mais on pense maintenant qu'il est plus probablement mort de maladie. La noblesse catholique se réunit en Ulster en mars, pour lui désigner un successeur, et leur choix fut l'évêque de Clogher, Heber MacMahon, qui venait d'organiser le rassemblement de Clonmacnoise. L'armée d'Ulster d'O'Neill fut incapable d'empêcher la reconquête de Cromwell du pays, malgré la victorieuse défense de Clonmel par Hugh Dubh O'Neill (en), neveu d'Owen Roe. Cette armée fut détruite à la bataille de Scarrifholis dans le comté de Donegal en 1650. Les rescapés continuèrent une guérilla jusqu'en 1653, date à laquelle ils se rendirent à Cloughoughter dans le comté de Cavan. La plupart des survivants furent autorisés à partir servir dans l'armée espagnole.
Au XIXe siècle, O'Neill fut célébré par les révolutionnaires irlandais nationalistes de la Jeune Irlande, qui considéraient O'Neill comme un patriote irlandais. Thomas Osborne Davis écrivit sur lui une chanson célèbre intitulée La Complainte d'Owen Roe (The Lament for Owen Roe), qui fut popularisée par le journal The Nation.

## Sources
- Padraig Lenihan, Confederate Catholics at War
- Deana Rankin, Between Spenser and Swift - English Writing in seventeenth century Ireland
- James Scott Wheeler, Cromwell in Ireland
- Tadhg Ó Hanrachain, the catholic reformation in Ireland.